# Eupithecia dietzei
Eupithecia dietzei är en fjärilsart som beskrevs av Louis Beethoven Prout 1914. Eupithecia dietzei ingår i släktet Eupithecia och familjen mätare. Inga underarter finns listade i Catalogue of Life.